# Howell Davis
Kapitán Howell Davis (1690 – 19. červen 1719) byl velšský pirát, známý pro zahájení kariéry slavného piráta Bartholomew Roberts. Jeho kariéra byla mimořádně krátká. Davis se proslavil zachycením alespoň patnácti anglických a francouzských lodí během jeho celého života. Narodil se v Milford Haven a začal svou kariéru pirátství 11. července 1718.

## Život
Než se stal pirátem, zastával funkci důstojníka na palubě otrokářské lodi jménem Cadogan. Když byla loď zajata Edwardem Englandem, byl odveden do spojení jejich posádky. Davis řekl, že by raději zemřel, než aby podepsal pirátské smlouvy, a tak mu dali na povel velení lodi. Pod velením Davise byla loď Cadogan vyslána i s posádkou do Brazílie 18. července roku 1718 za účelem prodeje lodi. Nicméně na trati se jeho nová posádka vzbouřila proti němu a on se ocitl uvězněn na Barbadossu, obviněn z pirátství. Nakonec byl propuštěn během tří měsíců a odplul do Nassau na ostrov New Providence Island na Bahamách za účelem náboru pirátské posádky z legendárního pirátské útočiště. Bohužel Nassau byla pod okupací Woodese Rogerse, tudíž zde žádné piráty nemohl nabrat. Odtud se nalodil na loď Buck, které se se šestičlennou posádkou zmocnili. Davi byl zvolen jejím kapitánem a založili si základnu v Coxon's Hole.
Byl jeden z mála, kdo se odvažoval vyplout z tzv. "West Indies", aby mohl pokračovat v pirátství. Plavil se až na the Cape Verde, kde zajal loď Saint James, která se s 26 kanóny stala jeho hlavní lodí.
Kvůli snaze o partnerství s Olivierem Luvasseurem a Thomasem Cocklynem se znovu setkal s Edwardem Englandem. Davis a Cocklyn získali loď Bird velenou Williamem Snelgravem. Když viděl, jak Cocklyn s Snelgravem zachází, rozhodl se ho bránit, což na Snelgravea udělalo dojem a později se o tom zmínil v dokumentaci pro své nadřízené. Partnerství se kvůli opilecké šarvátce rozpadlo.
Dále se plavil s 32-zbraňovou lodí na jih, kde zajal v Africe spoustu dalších lodí. Nabíral nové podřízené, mezi nimiž byl i Bartholomew Roberts, který se později značně proslavil.

## Smrt
Když se plavil k Royal African Company, společností pro obchod s otroky, snažil se předstírat, že je legální obchodník s otroky. Získal důvěru velitele pevnosti a jednou na večeři, on a jeho posádka velitele zajali a později prodali, zatkli i zbytek vojáků a odstřelili z kanónů v pevnosti.
Mezi jeho největší kousky patří předstírání příslušnosti k členům Royal Navy na území Portugalska, aby unesli zdejšího guvernéra. Bohužel guvernér dostal o činu informace, pozval piráty na víno, přepadl je a zabil 19. června 1719. Bartholomew Roberts byl potom zvolen kapitánem mezi Portugalci a jeho kariéra pokračovala.